# Louis Marks
Pour les articles homonymes, voir Marks.
Louis Marks est un scénariste et producteur britannique né le 23 mars 1928 à Londres et mort le 17 septembre 2010. Il est principalement connu pour son travail à la télévision anglaise des années 60 aux années 2000.  

## Carrière
Né d'un père joaillier, Louis Marks s'engage dans des études au Balliol College d'Oxford et deviens titulaire d'un doctorat en philosophie après un mémoire sur la philosophie dans la Renaissance en Italie. Étrangement, il se tourne alors vers la télévision et devient scénariste en 1959 pour la série Robin des Bois.
Ses premiers travaux de scénariste l'amènent à écrire des feuilletons comme The Man Who Finally Died (1967) pour la BBC et Special Branch pour Thames Television (1970). Il écrit des scénarios pour des séries comme  Destination (avec Patrick McGoohan), Doomwatch ou Doctor Who. Pour cette dernière série il écrit le premier épisode de la seconde saison « Planet of Giants » en 1964, puis « Day of the Daleks » en 1972, « Planet of Evil » en  et « The Masque of Mandragora » pour lequel il fait appel à ses  sur la Renaissance italienne. Il devient aussi script editor (responsable des scénarios) sur des programmes comme Bedtime Stories (1974) The Stone Tape (1972) et No Exit la même année. 
À la fin des années 70 il se tourne vers la production. Il produit des programmes comme The Lost Boys (1978), Fearless Frank (1979), l'adaptation par la BBC des pièces de Sophocle (entre 1984 et 1986) ou l'adaptation du livre de George Eliot Middlemarch (1994). En 1986 il travaille sur une adaptation d'une autre pièce de Georges Elliot, Silas Marner et travaille avec un nombre assez grand d'acteurs célèbres comme Anthony Hopkins, Claire Bloom, John Gielgud, Nigel Hawthorne, Michael Gambon, Judi Dench et Ben Kingsley.
En 1982, il travaille avec Mike Leigh sur une adaptation de Grown-ups, avec Harold Pinter sur Hot House en 1987 et avec Jack Clayton sur une adaptation de la pièce de Muriel Spark Memento Mori en 1991. 
Son dernier travail fut la production de la série télé Daniel Deronda pour la BBC en 2002. 
Louis Marks meurt le 17 septembre 2010.

## Sources
- (en) Cet article est partiellement ou en totalité issu de l’article de Wikipédia en anglais intitulé « Louis Marks » (voir la liste des auteurs).

1. ↑  (en) « Atvnewsnetwork.co.uk », sur atvnewsnetwork.co.uk (consulté le 5 mai 2023).